# Venancio González Valledor
Venancio González Valledor (mort a Madrid el 17 de desembre de 1867) fou un físic espanyol, acadèmic fundador de la Reial Acadèmia de Ciències Exactes, Físiques i Naturals
Deixeble del matemàtic Antonio Varas Portilla i del químic Andrés Alcón, es va doctorar en ciències naturals. Va treballar com a professor a l'Escola d'Enginyers de Camins, on fou deixe fins que el 1834 fou nomenat catedràtic de física a la Universitat Central de Madrid, en la que acabaria en 1857 com a degà de la Facultat de Ciències. Fou un dels 18 acadèmics fundadors de la Reial Acadèmia de Ciències Exactes, Físiques i Naturals designats per la reina Isabel II d'Espanya.
En 1841 va traduir del francès el Curso elemental de física de Nicolas Deguin. En 1850 va publicar amb Joaquín Avendaño Curso elemental de física por D. Venancio González Valledor ... y Elementos de geografía por D. Joaquín Avendaño: publicados con muy considerables adiciones sobre la historia de la física, meteorología, química, esplicación y uso del daguerreotipo, kaleidescopio y geografía de México ... i amb Juan Chávarri Programa de física y nociones de química (1847).